# Luca Crecco
Luca Crecco, né le 6 septembre 1995 à Rome, est un footballeur italien. Il évolue au Delfino Pescara au poste de milieu gauche.